# Umělá inteligence ve videohrách
Umělá inteligence je videoherní pojem, který označuje programovou součást počítačové hry mající za úkol simulovat inteligentní chování nehráčských postav ve hře. Obvykle je simulováno lidské, případně zvířecí chování. Jako umělá inteligence je také označována simulace chování počítačového protivníka hráče ve hře pro jednoho hráče. Čím kvalitnější algoritmy, tím je pro hráče protivník vyrovnatelnější a hra zábavnější.